# 第14回フロリダ映画批評家協会賞
14th FFCC Awards

2009年12月21日

作品賞: 

 マイレージ、マイライフ 
第14回フロリダ映画批評家協会賞は、2009年12月21日に贈られた。

## 受賞一覧
- 主演男優賞:
  - ジョージ・クルーニー - 『マイレージ、マイライフ』

- 主演女優賞:
  - ガボレイ・シディベ - 『プレシャス』

- アニメーション映画賞:
  - 『カールじいさんの空飛ぶ家』

- 撮影賞:
  - 『アバター』 - マウロ・フィオーレ

- 監督賞:
  - ジェイソン・ライトマン - 『マイレージ、マイライフ』

- ドキュメンタリー映画賞:
  - 『ザ・コーヴ』

- 作品賞:
  - 『マイレージ、マイライフ』

- 外国語映画賞:
  - 『闇の列車、光の旅』 - スペイン語

- 脚本賞:
  - 『(500)日のサマー』 - スコット・ノイスタッター、マイケル・H・ウェバー

- 助演男優賞:
  - クリストフ・ヴァルツ – 『イングロリアス・バスターズ』

- 助演女優賞:
  - モニーク - 『プレシャス』

- ポーリーン・カエル・ブレイクアウト賞:
  - ガボレイ・シディベ - 『プレシャス』

| フロリダ映画批評家協会賞       | フロリダ映画批評家協会賞                    | フロリダ映画批評家協会賞       |
| ------------------------------ | ------------------------------------------- | ------------------------------ |
| 前回 （2008年度）              | 第14回フロリダ映画批評家協会賞 （2009年度） | 次回（2010年度）               |
| 第13回フロリダ映画批評家協会賞 | 第14回フロリダ映画批評家協会賞 （2009年度） | 第15回フロリダ映画批評家協会賞 |